# لورد تيم
لورد تيم (بالإنجليزية: Lord Tim)‏ هو مغني أسترالي، ولد في 2 أبريل 1970 في بروكن هيل في أستراليا.